# Germínio de Sírmio
Germínio (nasceu em Cízico, em data ignorada e morreu em Sirmio,em 375 ou 376) foi bispo, teólogo, defensor e propagador de uma reformulação do arianismo conhecida como homoianismo.

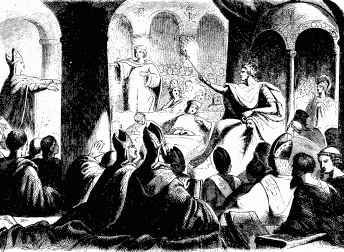
O Concílio de Niceia

Germínio, tornou-se bispo de Sirmio em 351 em substituição a Fotino, deposto pelo II Concílio de Sirmio, em 351, acusado de defensor das doutrinas do sabelianismo e adocionismo. Na condição de bispo,  Germínio, foi um dos mais ardentes defensores da doutrina teológica anti-nicena do homoianismo, freqüentemente relacionada com o arianismo ou, mais diretamente com o semi-arianismo ou filoarianismo. Havia algumas correntes dentro do homoianismo, mas, basicamente conceituavam que o Filho era semelhante ao Pai (Deus), sem referência à matéria ou substância.
Juntamente com os teólogos arianos Valente de Mursa e Ursácio de Singiduno, fez parte do Terceiro Concílio de Milão e do Terceiro Concílio de Sirmio e, neste último, convocado por Eudóxio, bispo de Antioquia, em 357, foi ele o responsável por redigir o extrato teológico conhecido como a Blasfêmia de Sirmio, ou Segunda Fórmula de Sirmio,  do Quarto Concílio de Sirmio, em 359, onde participou do grupo que fez a defesa do arianismo, entre os quais Ursácio, Valente, Marcos de Aretusa e Jorge I de Alexandria. Apresentou-se também no Concílio de Rimini, no mesmo ano de 359 e ainda participou de uma disputa pública com um leigo de nome Heracleano de Niceia em 366 e cujos registros fazem parte de um compêndio de Atas do nome Altercatio Altercatio Heracliani cum de laici episcopo de Germinio Sirmiensi